# Cronut

Cronut med vanilj.

Cronut är en blandning av croissant och munk. Den skapades först av den amerikanske bagaren Dominique Ansel när han arbetade vid företaget Fauchon i Frankrike. Den såldes för första gången 2013 i Soho, New York, i Ansels bageri.